# جيمس كوتس
جيمس كوتس (بالإنجليزية: James Coutts)‏ هو لاعب كرة قدم بريطاني، ولد في 15 أبريل 1987 في وايمث في المملكة المتحدة. لعب مع نادي بورنموث ونادي ويموث ونيوبورت كونتي.

## وصلات خارجية
- جيمس كوتس على موقع قاعدة بيانات كرة القدم.إي يو (الإنجليزية)
- جيمس كوتس على موقع Soccerbase.com (لاعب) (الإنجليزية)
- جيمس كوتس على موقع عالم كرة القدم.نت (الإنجليزية)